# 趙繡
趙繡（1439年—？），字希錦，山西陽曲縣人，直隸永平府撫寧縣民籍，明朝政治人物。進士出身。

## 生平
早年出身國子生，順天府鄉試第九十二名。成化十一年（1475年）乙未科會試第二百九十七名，殿試登進士第三甲第一百九十一名。

## 家族
曾祖父趙士文，曾任醫學訓科。祖父趙昹。父亲趙㻞，曾任大使。